# Šácholan tříplátečný
Šácholan tříplátečný (Magnolia tripetala), též nazývaný magnólie tříplátečná, je opadavý strom z čeledi šácholanovitých. Pochází z jihovýchodních oblastí USA a vyznačuje se velkými listy nápadně nahloučenými na koncích větví. Květy jsou bílé a zapáchající. Rozvíjejí se až po vyrašení listů. Šácholan tříplátečný je v Česku zřídka pěstován jako okrasná dřevina.

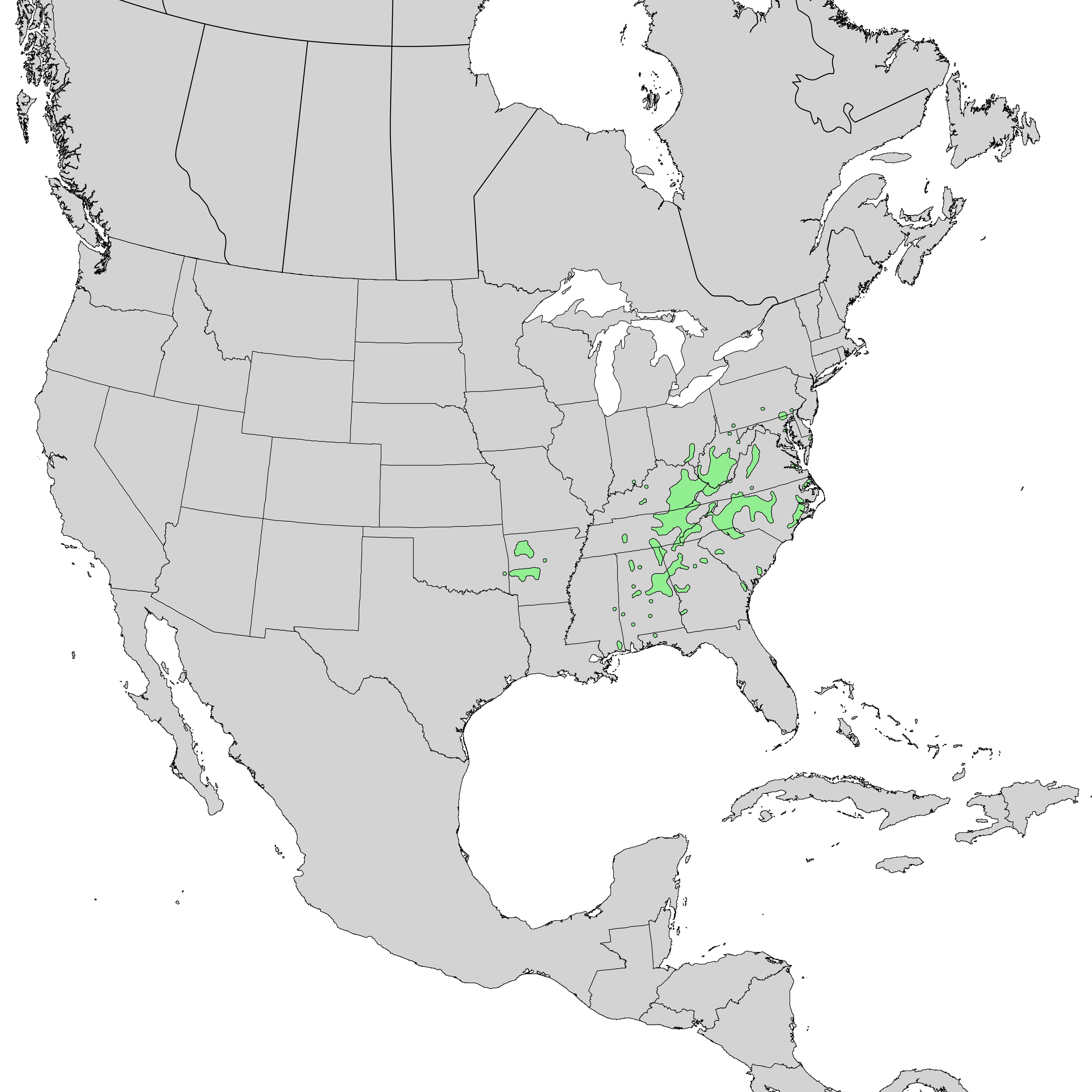
Mapa rozšíření šácholanu tříplátečného

## Charakteristika
Šácholan tříplátečný je opadavý strom s velkými listy, dorůstající výšky 10, řidčeji až 15 metrů. Stromy jsou často vícekmenné. Borka je hladká, šedá. Letorosty jsou tlusté, lysé. Listy jsou nahloučené na koncích větví, tenké, vejčitě podlouhlé až úzce obvejčité nebo obkopinaté, s 26 až 57 cm (výjimečně až 70 cm) dlouhou a 10 až 30 cm širokou čepelí. Listy jsou nejširší asi v polovině, na bázi klínovité, na vrcholu krátce až dlouze zašpičatělé nebo špičaté, na líci lysé a zelené, na rubu v mládí zejména na střední žilce hustě chlupaté. Řapíky jsou 15 až 50 mm dlouhé. Květy mají průměr 5,5 až 11 cm a zapáchají. Okvětí je smetanově bílé, rozprostřené, vnější kruh je světle zelenavý, kratší a nahrazující kalich. Tyčinek je mnoho, s purpurovými nitkami, pestíků je obvykle 53 až 66. Kvete v květnu a červnu, po rozvinutí listů. Souplodí jsou válcovitá až vejcovitě válcovitá, 6 až 10 cm dlouhá a 2 až 3,5 cm široká. Jednotlivé měchýřky jsou dlouze zobanité, lysé. Semena jsou čočkovitá až téměř vejcovitá, 9 až 12 mm dlouhá, se sytě růžovým až červeným míškem.

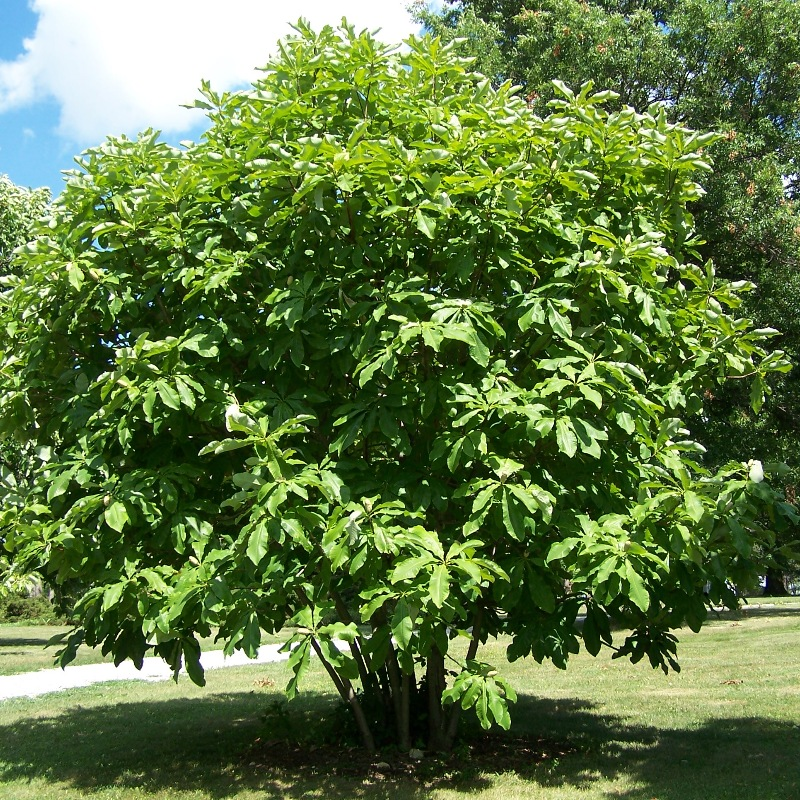
Šácholan tříplátečný
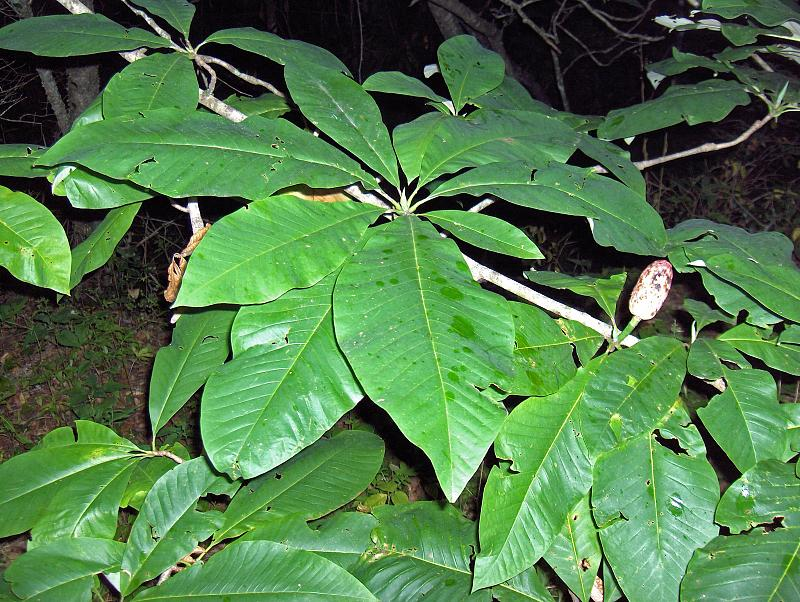
Olistěná větev
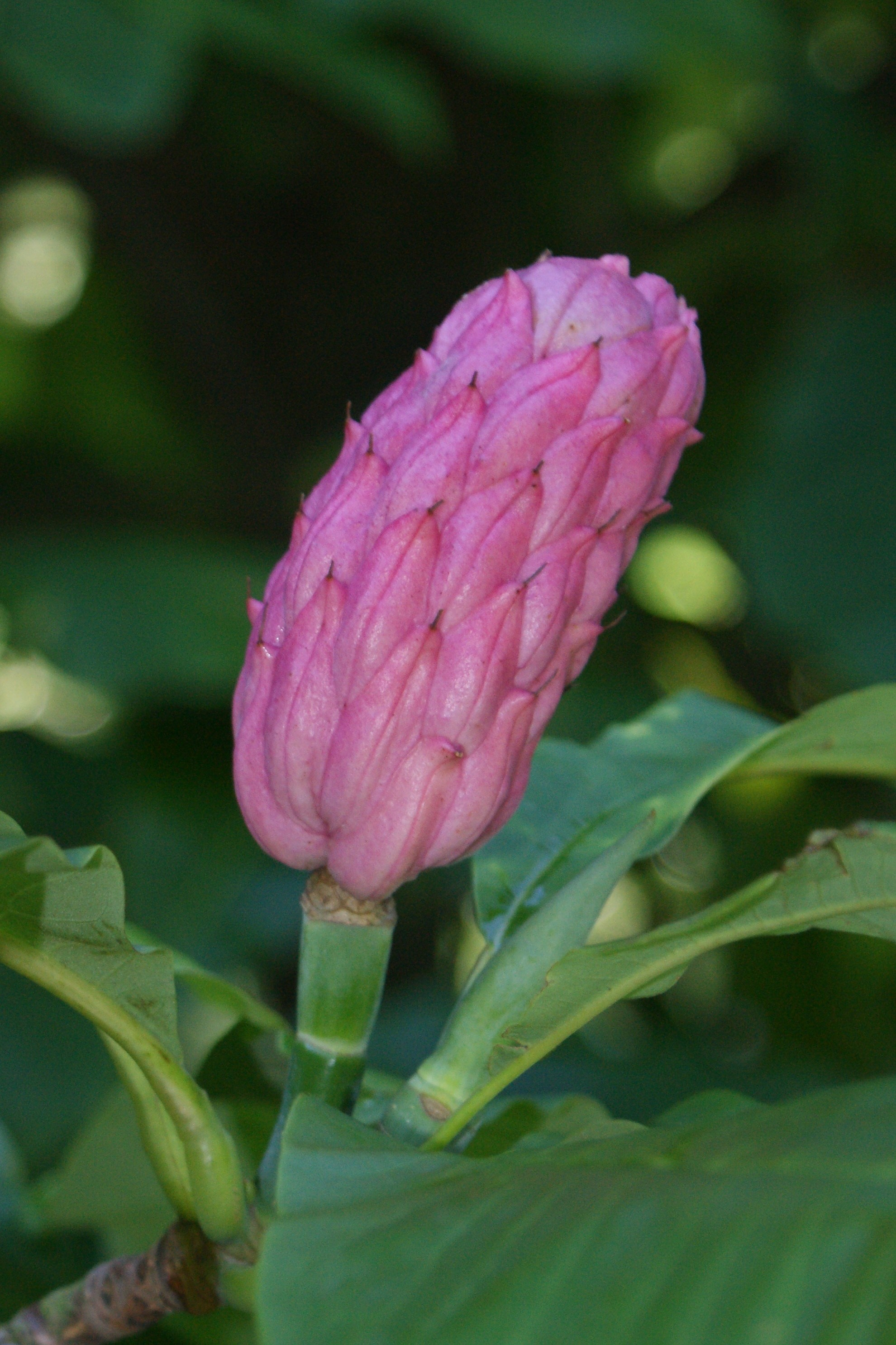
Šách šácholanu tříplátečného

## Rozšíření
Šácholan tříplátečný je rozšířen v jihovýchodních oblastech USA. Má poměrně rozsáhlý, avšak nespojitý areál výskytu. Roste v lesích a lesnatých roklích, zejména v horách v nadmořských výškách do 1065 metrů, řidčeji i na pobřeží.

## Rozlišovací znaky
Od ostatních v Česku pěstovaných druhů šácholanu lze šácholan tříplátečný snadno rozlišit podle nebývale velkých listů s klínovitou bází. Listy jsou nahloučené ve zdánlivých přeslenech na koncích větví. Ještě větší (až 80 cm dlouhé) avšak na bázi srdčité listy má šácholan velkolistý (Magnolia macrophylla).

## Kříženci
V kultuře je známo několik kříženců šácholanu tříplátečného. Magnolia x thompsoniana, kříženec Magnolia tripetala x M. virginiana, byl popsán již v roce 1820 a byl vůbec prvním zaznamenaným křížencem magnólií. Magnolia 'Charles Coates' je předpokládaný hybrid mezi asijskou Magnolia sieboldii a severoamerickou Magnolia tripetala. Byl nalezen v roce 1947 jako samovolně vzniklé semenáčky v botanické zahradě v Kew. Z Průhonického parku je znám kříženec šácholanu obvejčitého (Magnolia obovata, syn. M. hypoleuca) a šácholanu tříplátečného, nazvaný Magnolia x pruhoniciana, šácholan průhonický, rostoucí mj. v parku Lednického zámku.

## Význam
Šácholan tříplátečný je v Česku celkem zřídka pěstován jako okrasný strom, nápadný zejména velkými deštníkovitě uspořádanými listy. Je vysazen ve druhé části Průhonického parku, nazývané Obora, v Arboretu Žampach, v Dendrologické zahradě v Průhonicích a Pražské botanické zahradě v Tróji, v Arboretu Kostelec nad Černými lesy, v arboretu Jablunkovského sanatoria[zdroj?], v zámeckém parku Hluboká a Sychrov,a také v parku zámku Velké Losiny.